# الوقت السعيد الأول

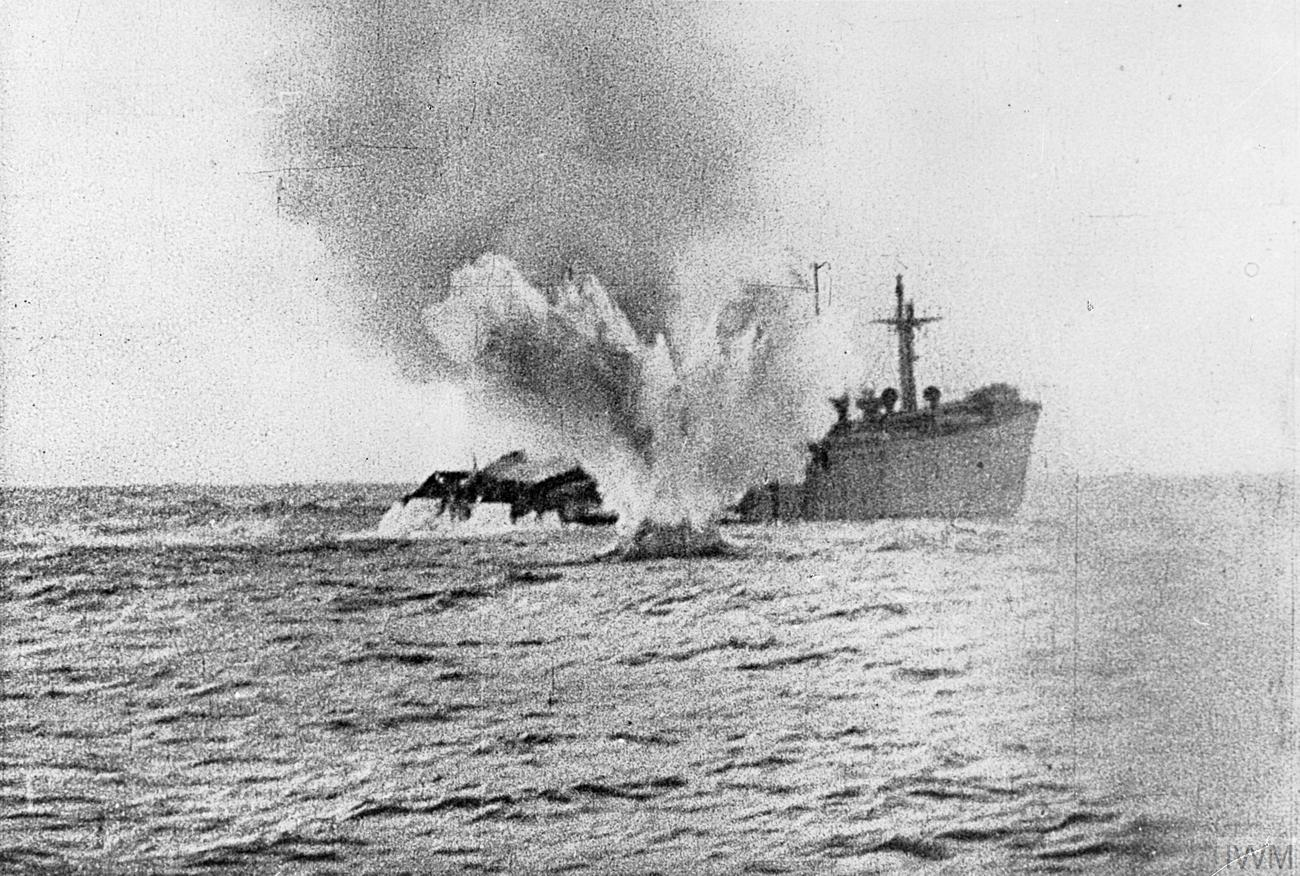

تمت الإشارة إلى المرحلة الأولى من معركة المحيط الأطلسي التي تمتعت خلالها غواصات يو البحرية الألمانية بنجاح كبير ضد البحرية الملكية البريطانية وحلفائها من قبل أطقم غواصات يو بأنها «الوقت السعيد» (" Die Glückliche Zeit ")، ولاحقًا أول وقت سعيد، بعد الوقت السعيد الثاني.
بدأت في يوليو 1940، بعد سقوط فرنسا تقريبًا، مما جعل أسطول غواصات يو الألمانية أقرب إلى خطوط الشحن البريطانية في المحيط الأطلسي. من يوليو 1940 إلى نهاية أكتوبر، أغرقت غواصات يو 282 سفينة حليفة قبالة النهج الشمالية الغربية إلى أيرلندا لفقدان 1489795 طن من الشحن التجاري.
وكان السبب في نجاح غواصات يو الألمانية في هذه الفترة عدم تمكن البريطانين كشف غواصات يو عندما كانت تنفذ هجماتها ليلا لان سفنهم لم نكن مزودة بسونار للكشف عن الغواصات تحت الماء في تلك الفترة.
أختلف عن تاريخ نهاية هذه الفترة، حيث زعمت بعض المصادر انها انتهت في أكتوبر 1940 والاخرى مددتها حتى أبريل 1941، بعد أن فقد الألمان ثلاثة قادة غواصات بارزين: Günther Prien، Joachim Schepke و Otto Kretschmer.